# 조상옥
조상옥(趙尙鈺, 일본식 이름: 古山尙鈺후루야마 쇼고쿠, 1896년 3월 ~ ?)은 일제강점기의 관료로, 본적은 평안북도 신의주부 고진면이다.

## 생애
1914년 3월 평안북도 선천군 신성중학교를 졸업했고, 1933년 5월부터 1945년까지 신의주부회의원을 역임했다. 1938년 9월부터 1944년까지 신의주상공회의소 부회두를 역임했으며, 1941년 3월 국민총력평안북도연맹 이사, 1941년 4월 신의주보호관찰소 촉탁보호사로 각각 선임되었다.
1941년 5월 평안북도 관선 도회의원으로 선출되었으며, 1941년 10월 조선임전보국단 발기인을 역임했다. 1941년 11월 국민총력조선연맹 이사로 선임되었고, 1942년 6월 3일부터 1945년 6월 2일까지 조선총독부 중추원 참의를 역임했다. 1942년 8월 11일과 1943년 10월 4일 일본 정부로부터 감수포장을 받았다.
친일파 708인 명단의 중추원 부문, 민족문제연구소의 친일인명사전 수록자 명단의 중추원 부문, 친일반민족행위진상규명위원회가 발표한 친일반민족행위 705인 명단에 포함되었다.

## 참고자료
- 친일반민족행위진상규명위원회 (2009). 〈조상옥〉. 《친일반민족행위진상규명 보고서 Ⅳ-16》. 서울. 891~898쪽.